# وینتروپ (آرکانزاس)
وینتروپ، آرکانزاس (به انگلیسی: Winthrop, Arkansas) یک شهر در ایالات متحده آمریکا با جمعیت ۱۸۶ نفر است که در آرکانزاس واقع شده‌است.

## موقعیت جغرافیایی
موقعیت جغرافیایی شهرها و مناطق اطراف به شرح زیر است: